# Mikroregion Rychnovsko
Mikroregion Rychnovsko je svazek obcí (dle § 49 zákona č.128/2000 Sb. o obcích) v okresu Rychnov nad Kněžnou, jeho sídlem je Rychnov nad Kněžnou a jeho cílem je koordinování celkového rozvoje území mikroregionu na základě společné strategie, koordinování územních plánů a územního plánování, přímé provádění společných investičních akcí a společná propagace mikroregionu v cestovním ruchu. Sdružuje celkem 30 obcí a byl založen v roce 2004.

## Obce sdružené v mikroregionu
- Bartošovice v Orlických horách
- Bílý Újezd
- Byzhradec
- Černíkovice
- Jahodov
- Javornice
- Kvasiny
- Libel
- Liberk
- Lično
- Lukavice
- Lupenice
- Orlické Záhoří
- Osečnice
- Pěčín
- Potštejn
- Proruby
- Rokytnice v Orlických horách
- Rybná nad Zdobnicí
- Rychnov nad Kněžnou
- Říčky v Orlických horách
- Skuhrov nad Bělou
- Slatina nad Zdobnicí
- Solnice
- Synkov-Slemeno
- Třebešov
- Vamberk
- Voděrady
- Záměl
- Zdobnice